# Jacques Riguidel
Jacques Riguidel est un navigateur français né en 1954.
Il est un cousin d'Eugène Riguidel, lui-même navigateur célèbre. Titulaire du brevet d'état 3° degré en Judo, il est également expert et formateur en arts martiaux.

## Carrière sportive
- 2007-2008 : A la barre de son monocoque Fréquence Jazz (du chantier naval META[1]), Jacques Riguidel effectue un tour du monde en solitaire sur un très petit bateau (9,73 m) sans assistance, sans sponsor et... sans combustible fossile. Un tour du monde « sol(it)aire » sans consommer d’autre énergie que celle du vent et du soleil.
- 2013-2015 : Jacques Riguidel se fixe un triple défi : construire lui-même son bateau Solaire 34, faire le tour du monde à l'envers (d'Est en Ouest) et toujours sans énergie fossile.

## Convictions et militantisme
Très sensible au respect et à la protection de l'environnement, Jacques Riguidel milite pour un retour aux sources de la marine à voile. 
Sans moteur auxiliaire, en harmonie avec la nature. 